# Союз евангельских христиан-баптистов Таджикистана
Союз евангельских христиан-баптистов Таджикистана — религиозная организация, объединяющая церкви евангельских христиан-баптистов в Республике Таджикистан. В Союз входят 5 церквей и около 20 групп, общей численностью 450 членов.

## История
В 2009 году церковь ЕХБ города Душанбе (старейшая в республике христианская церковь) отметила 80-летие. Она была основана в 1929 году семьями двух пресвитеров Булгакова и Лещева, высланных туда за проповедь Слова Божьего. В 1929—1930 в Душанбе приехали ещё несколько семей верующих. Первым пресвитером церкви был избран И. Я. Даниленко.
В годы сталинских репрессий члены церкви подвергались арестам и расстрелам, церковь была вынуждена перейти на «нелегальное положение». Несмотря на это в годы войны община собрала 7 тысяч рублей и отправила их в помощь войскам. Благодаря этому верующие получили правительственную телеграмму, подписанную Иосифом Сталиным, в которой выражалась благодарность. Для её вручения городские власти разыскали руководителей церкви и зарегистрировали общину.
В восьмидесятые годы численность душанбинской церкви составляла 800 человек. После распада СССР в республике шла гражданская война. В это время многие верующие ЕХБ Таджикистана эмигрировали, церкви обезлюдели.
В 2004 году в таджикском городе Исфара был застрелен в упор из автомата пастор Сергей Бессараб, — лидер одной их баптистских общин Таджикистана, активно занимавшийся миссионерством среди мусульман. Как удалось установить следствию, Бессараба убили исламские фанатики.

## Отношение властей
Подавляющее большинство населения Таджикистана исповедует ислам. Весной 2009 года в республике был принят новый закон «О свободе совести и религиозных объединениях», разработанный главным управлением по делам религий министерства культуры Таджикистана для замены относительно либерального закона о свободе религий от 1994 года. Новый закон обязывает все религиозные объединения страны пройти перерегистрацию, при этом возможности для нее ограничены. К настоящему времени (июнь 2013 года) Союз ЕХБ Таджикистана, как и некоторые церкви, не смогли пройти государственную перерегистрацию.
Новый закон также ограничивает права религиозных организаций производить, экспортировать, импортировать и распространять религиозную литературу в необходимом для данной организации количестве. Еще одно ограничение — запрет на проповедническую и просветительскую деятельность в домах и квартирах граждан.

## Международная деятельность
Союз ЕХБ Таджикистана входит в следующие международные христианские организации:
- Евро-Азиатская федерация союзов евангельских христиан-баптистов
- Всемирный баптистский альянс
- Европейская баптистская федерация